# Ferdinand Denis

Ausschnitt aus der topographischen Karte von Mannheim und Umgebung

Ferdinand Denis (* 8. Mai 1736 in Mannheim; † 11. September 1805 in Mannheim) war ein deutscher Kartograph und Ingenieuroffizier, der zeitlebens in seiner kurpfälzischen Heimat gewirkt hat. Seine wesentlichste kartographische Arbeit ist eine topographische Karte von Mannheim und Umgebung, die als unmittelbarer Vorläufer der modernen topographischen Landesaufnahme gilt und in ihrer reichen Darstellung für die historische Forschung in jener Region eine wertvolle Quelle ist.

## Betätigungsfelder
Seine Ausbildung zum Kartographen erfuhr Ferdinand Denis durch den kurpfälzischen Astronomen und Geodäten Christian Mayer (1719–1783), der als vielseitiger Wissenschaftler einen internationalen Ruf besaß.
Ein im Jahre 1766 herausgekommener Plan von Mannheim ist wohl das erste eigene kartographische Werk von Ferdinand Denis gewesen, dem dann im Laufe der Jahre die unterschiedlichsten Arbeiten, oft nebeneinander geschaffen, folgten. Für einige historische Abhandlungen des kurpfälzischen Bibliothekars und Historikers Andreas Lamey (1726–1802) über die alten Gaue des nördlichen Oberrheingebietes zeichnete er von 1766 bis 1783 Karten des Lobdengaus, Kraichgaus, Nahegaus, Rheingaus, Speyergaus und Wormsgaus, die alle in der historischen Abteilung der Acta Academiae Theodoro-Palatinae veröffentlicht worden sind. Für Handelszwecke entstand 1775 eine große Karte mit Darstellungen der für den Fernhandel Heidelbergs wichtigen Straßen. Nach einer genauen Landaufnahme um das Jahr 1777 herum begann Ferdinand Denis die topographische Karte von Mannheim und Umgebung (78 × 70 cm) zu zeichnen, die dann von Johann Michael Söckler (1744–1781) in München und Gustav Frommel in Mannheim in Kupfer gestochen wurde und 1782 erschien. Es existieren von ihr zwei Fassungen, da nach dem ersten Ausdruck auf kurfürstlichen Wunsch hin Änderungen (wahrscheinlich von Frommel) vorgenommen worden sind. Diesem Meisterstück, mit dem Ferdinand Denis seinen Lehrer Christian Mayer in kartographischer Hinsicht um einiges übertraf, folgten zwei weitere Arbeiten, die sich in der Universitätsbibliothek von Heidelberg befinden: eine handschriftliche Karte von Schwetzingen und Umgebung (37,5 × 48,5 cm) und eine weitere von der Landschaft zwischen Heidelberg und Mannheim (80 × 40,5 cm).

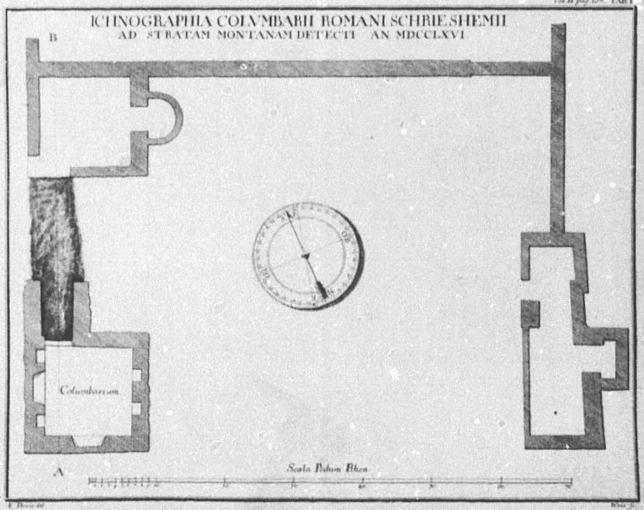
Aufnahme römischer Siedlungsspuren 1766 in Schriesheim. Der «Römerkeller» ist links unten zu sehen

Neben der kartographischen Arbeit war Ferdinand Denis in all den Jahren auch als Ingenieur und Baumeister tätig, übernahm viele Aufgaben wie sie sich ihm in seiner Funktion in kurpfälzischen Diensten stellten. So leitete er, als 1766 bei Straßenbauarbeiten in Schriesheim im Erdreich altes römisches Mauerwerk entdeckt worden war, die Ausgrabungen dieser interessanten Fundstelle. Es wurden dabei Fundamente und ein vollständig erhaltener Keller freigelegt, die zu einem Haus eines größeren römischen Gutes gehört hatten. Ferdinand Denis nahm diese Anlage genau auf und hat auch zeichnerisch auf mehreren Blättern eine (vielleicht mögliche) Rekonstruktion des Hauses dargestellt. (Der «Römerkeller» befindet sich seit 1972 im Rathaus von Schriesheim, in dessen Neubau er damals integriert wurde und für die Öffentlichkeit seitdem zugänglich ist.) Eine andere Aufgabe für Ferdinand Denis war der Entwurf eines neuen Hauptgebäudes für das Schwefelbad in Zaisenhausen, das aber nie gebaut worden ist.